# 1. deild 1984 (Fær Øer)
L'edizione 1984 della 1. deild vide la vittoria finale del B68 di Toftir.

## Classifica finale
|   | Classifica   | G  | V | N | P | GF | GS | Dif | Pt |
| - | ------------ | -- | - | - | - | -- | -- | --- | -- |
| 1 | B68 Toftir   | 14 | 9 | 3 | 2 | 25 | 14 | 11  | 21 |
| 2 | TB Tvøroyri  | 14 | 8 | 3 | 3 | 26 | 15 | 11  | 19 |
| 3 | HB Tórshavn  | 14 | 6 | 4 | 4 | 28 | 24 | 4   | 16 |
| 4 | Leirvík ÍF   | 14 | 4 | 5 | 5 | 19 | 18 | 1   | 13 |
| 5 | KÍ Klaksvík  | 14 | 2 | 7 | 5 | 27 | 27 | 0   | 11 |
| 6 | GÍ Gøta      | 14 | 4 | 3 | 7 | 18 | 24 | -6  | 11 |
| 7 | NSÍ Runavík  | 14 | 2 | 7 | 5 | 19 | 27 | -8  | 11 |
| 8 | B36 Tórshavn | 14 | 3 | 4 | 7 | 15 | 28 | -13 | 10 |

G = Partite giocate; V = Vittorie; N = Nulle/Pareggi; P = Perse; GF = Goal fatti; GS = Goal subiti; DIF = Differenza reti, PT = Punti

### Verdetti
- B68 Toftir campione delle Isole Fær Øer 1984
- B36 Tórshavn retrocesso in 2. deild